# Музей-квартира С. М. Кирова
Музей С. М. Кирова — мемориальный музей-квартира, посвящённый памяти первого секретаря Ленинградского обкома и горкома партии ВКП(б) Сергея Мироновича Кирова.
Создан в 1937 году, открылся в 1938 году в особняке Матильды Кшесинской. В 1955 году музей перенесли в дом «трёх Бенуа» на Каменноостровском проспекте — в квартиру, которую занимал Сергей Киров до смерти. В этом здании музей располагается в настоящее время. Здание внесено в перечень памятников истории и культуры России.

## История

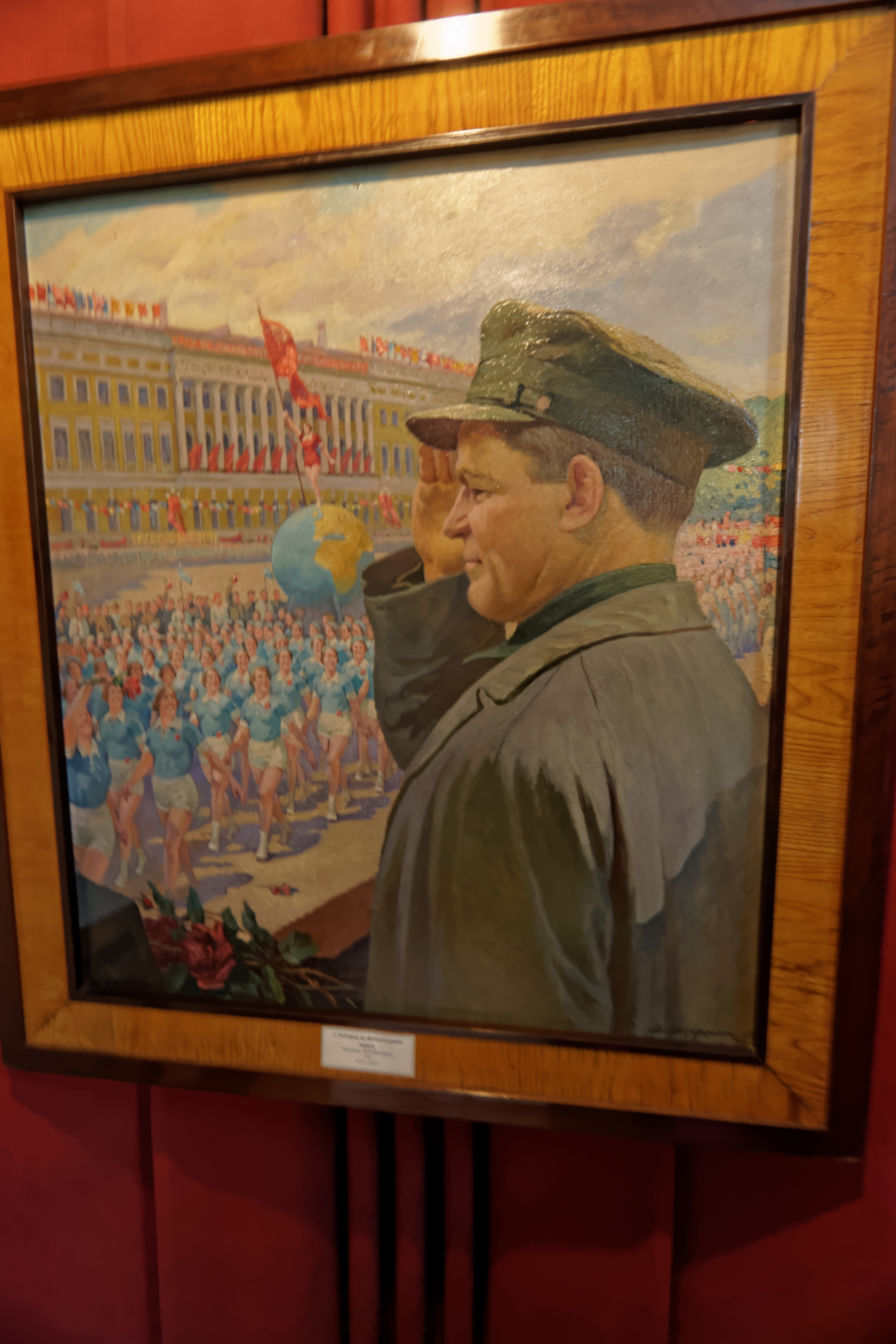
Портрет Кирова, который находится в музее-квартире, 2014

### Предыстория
Создание историко-революционных музеев получило широкое распространение во второй половине 1930-х годов, они открывались по решению ЦК ВКП(б) или местных партийных органов и финансировались из госбюджета. К их числу относится мемориальный музей памяти Сергея Кирова, который изначально открылся в бывшем особняке балерины Кшесинской.
Сергей Миронович Киров (Костриков) — государственный деятель, революционер. Во время учёбы в Томске он вступил в РСДРП, долгое время жил на Кавказе и писал для газеты «Терек» (в то время он взял псевдоним «Киров»). После Октябрьской революции перешёл на сторону большевиков, занимал высокие партийные посты. Был убит в Смольном, где находился его кабинет. В честь Кирова названо множество объектов, в том числе город.
Особняк Матильды Кшесинской, который был выделен музею памяти Сергея Кирова, возводился в 1904—1906 годах специально для балерины. После Октябрьской революции особняк множество раз менял хозяев. С июля по октябрь 1917-го он был занят батальоном самокатчиков, подчинявшихся Временному правительству. После октября стал собственностью Петроградского совета. В 1926-м перешёл от Отдела народного образования (ГубОНО) к Губздравотделу, в нём устроили специализированную клинику по желудочно-кишечным заболеваниям и показательную диетическую столовую. Через три года особняк был передан Нарпиту, который разместил в нём Институт общественного питания со столовой. С 1931 по 1935 здание занимало Общество старых большевиков, год спустя — Комиссия партийного контроля. В 1936-м особняк взят на учёт Трастом учрежденческих домов (ТУД) и до июля 1937-го пустовал.

### Музей в особняке Кшесинской

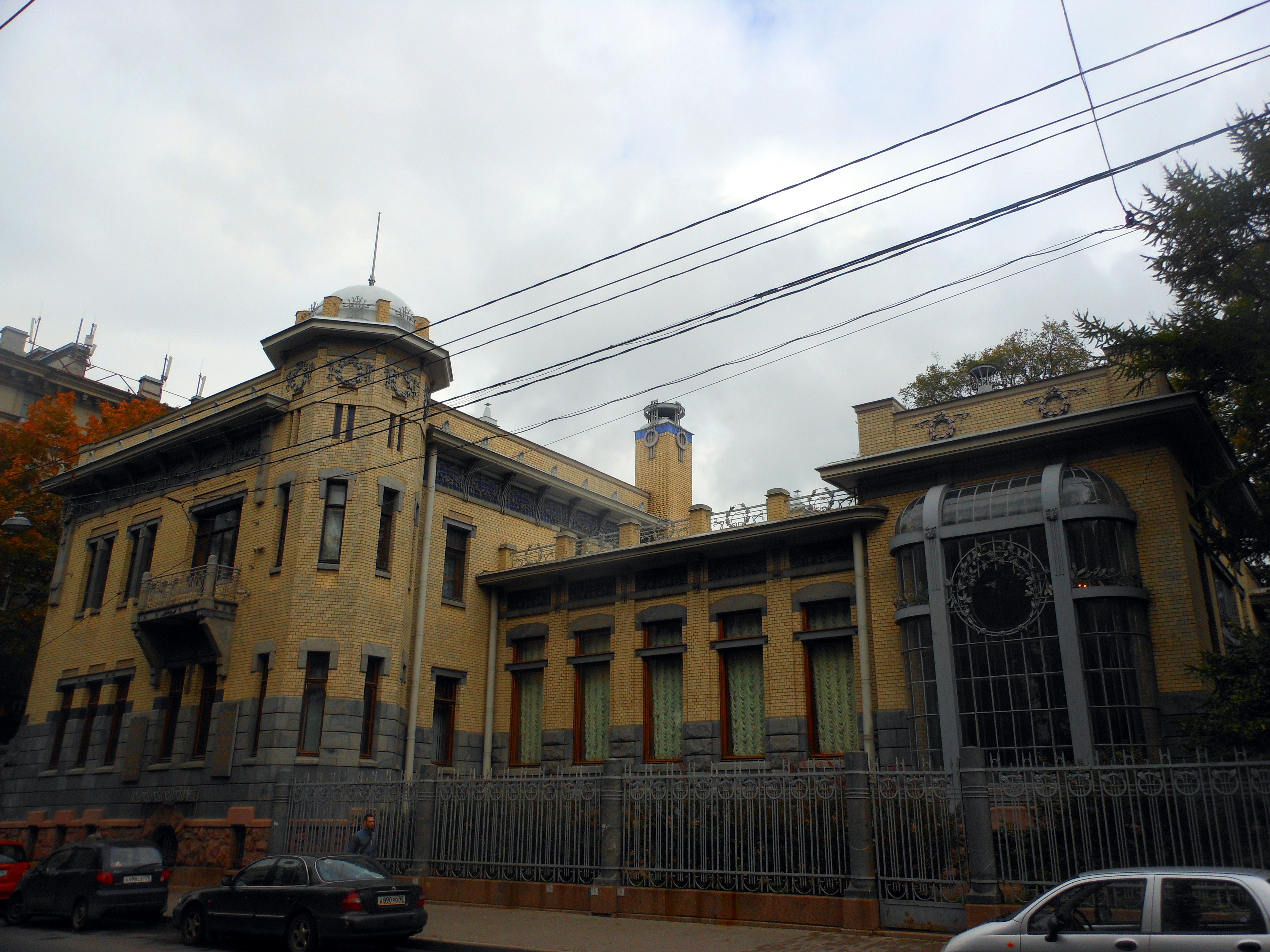
Особняк Кшесинской, 2012

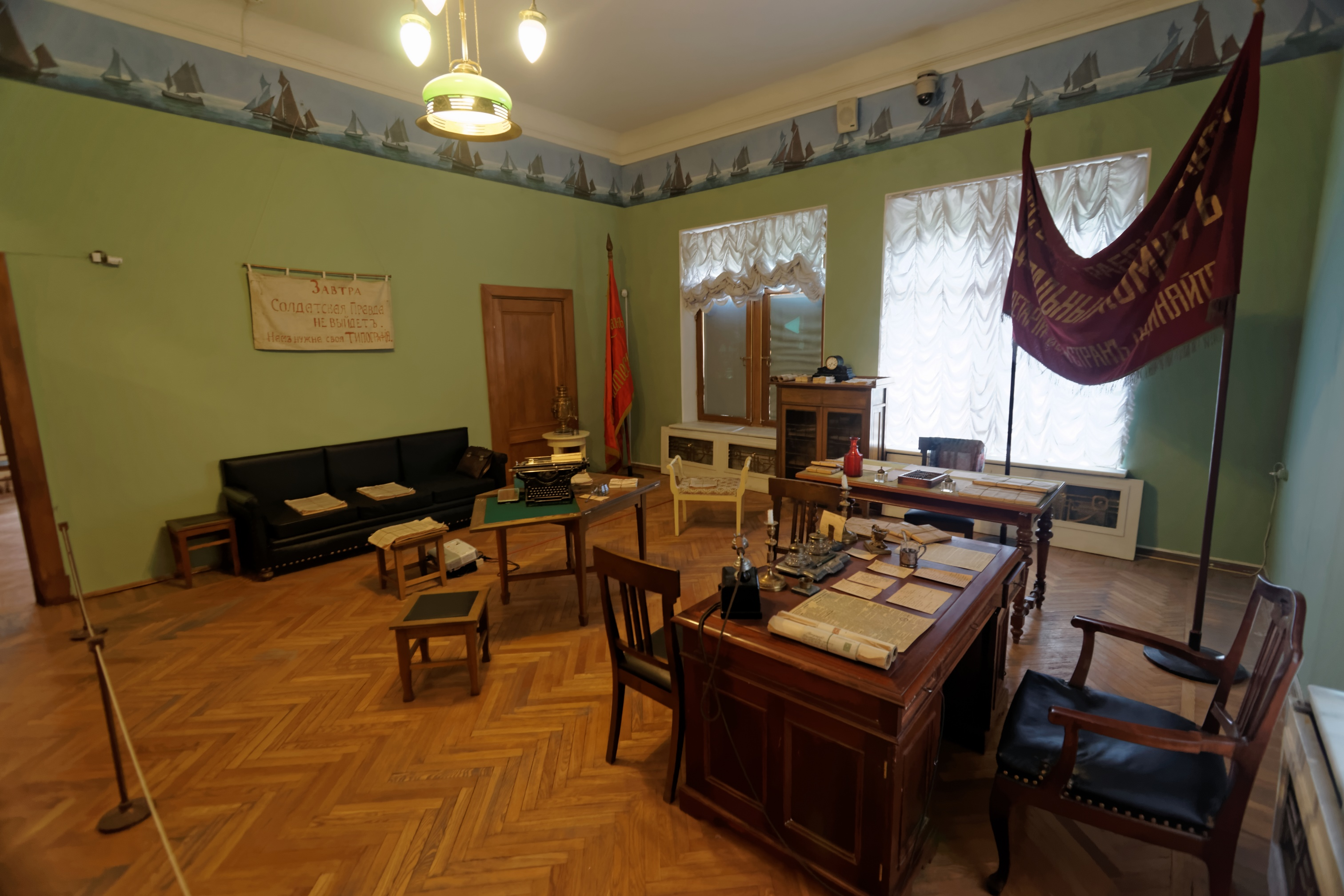
Залы Музея политической истории России в бывшем особняке Кшесинской, 2014

На момент передачи музею Кирова здание находилось в непосредственном владении Горкома ВКП(б) и Ленсовета. Постановление о передаче датируется 5 июля 1937 года. Год в здании велись крупные строительные работы с частичной реставрацией комнат под руководством художника М. И. Григорьева и архитектора Ю. Н. Петрушевского при участии других архитекторов — Д. А. Васильева, В. П. Вальдберга, М. А. Кроткина.
6 ноября 1938 года прошёл первый показ мемориальной выставки для партийных работников, стахановцев, командиров, учёных, литераторов и педагогов. Через два дня музей был открыт для всех. Его основой стали материалы, собранные Кировской комиссией, а также экспозиции Русского музея 1935—1937 годов памяти Кирова.
Многочисленные документы, произведения живописи, графики и скульптуры, карты и диаграммы, подлинные вещи, представленные  в исторической последовательности в залах Музея, показывают яркую героическую жизнь пламенного трибуна Пролетарской Революции, верного ученика Ленина и Сталина, любимого всей партией и трудящимися СССР, незабываемого Сергея Мироновича Кирова, злодейски убитого бандой троцкистско-бухаринских шпионов.Из рекламы музея 1938 года
Биография Кирова представлялась в свете 14 глав книги «История ВКП(б). Краткий курс» в 14-ти залах, а последний 15-й зал был посвящён его гибели, в нём также была выставлена посмертная маска работы скульптора Матвея Манизера.
За первый месяц работы музей посетили 36 425 человек. Рекорд посещаемости был установлен 30 ноября 1938 года — в канун четвёртой годовщины со дня убийства Кирова, когда пришли 4011 человек. За два года работы со дня открытия по 1 июля 1940-го аудитория музея составила свыше 270 тыс. человек.
В первые годы Великой Отечественной большую часть экспонатов эвакуировали в Тюмень, Челябинск и Казань. Во время блокады музей серьёзно не пострадал. В десятилетнюю годовщину убийства — 1 декабря 1944 года — в трёх залах музея была открыта выставка с новыми материалами, собранными в блокадном Ленинграде. Спустя ровно год музей возобновил регулярную работу.

### Музей в «доме трёх Бенуа»

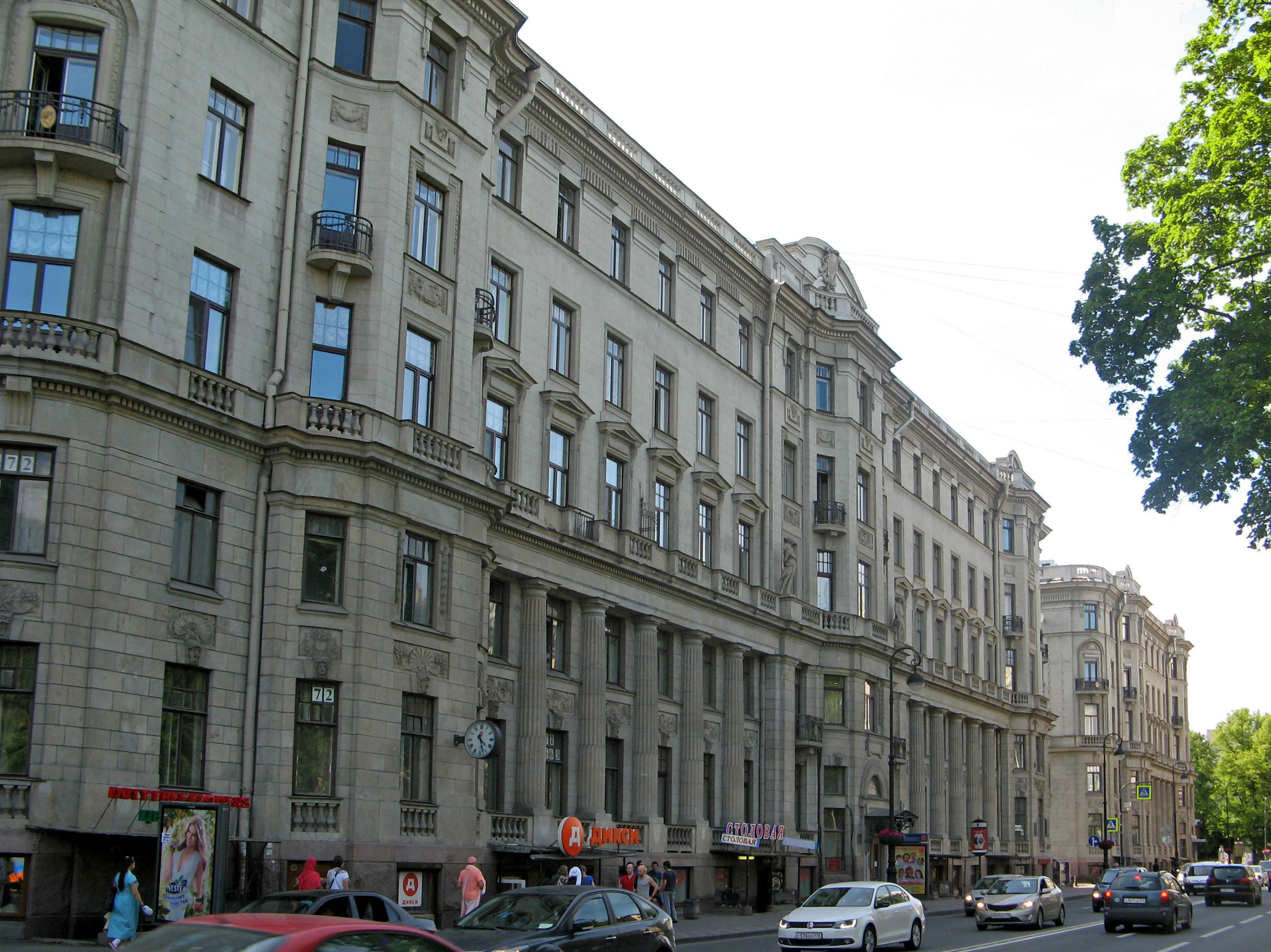
Дом 26-28 по Каменноостровскому проспекту, в котором находится музей-квартира Кирова, 2015

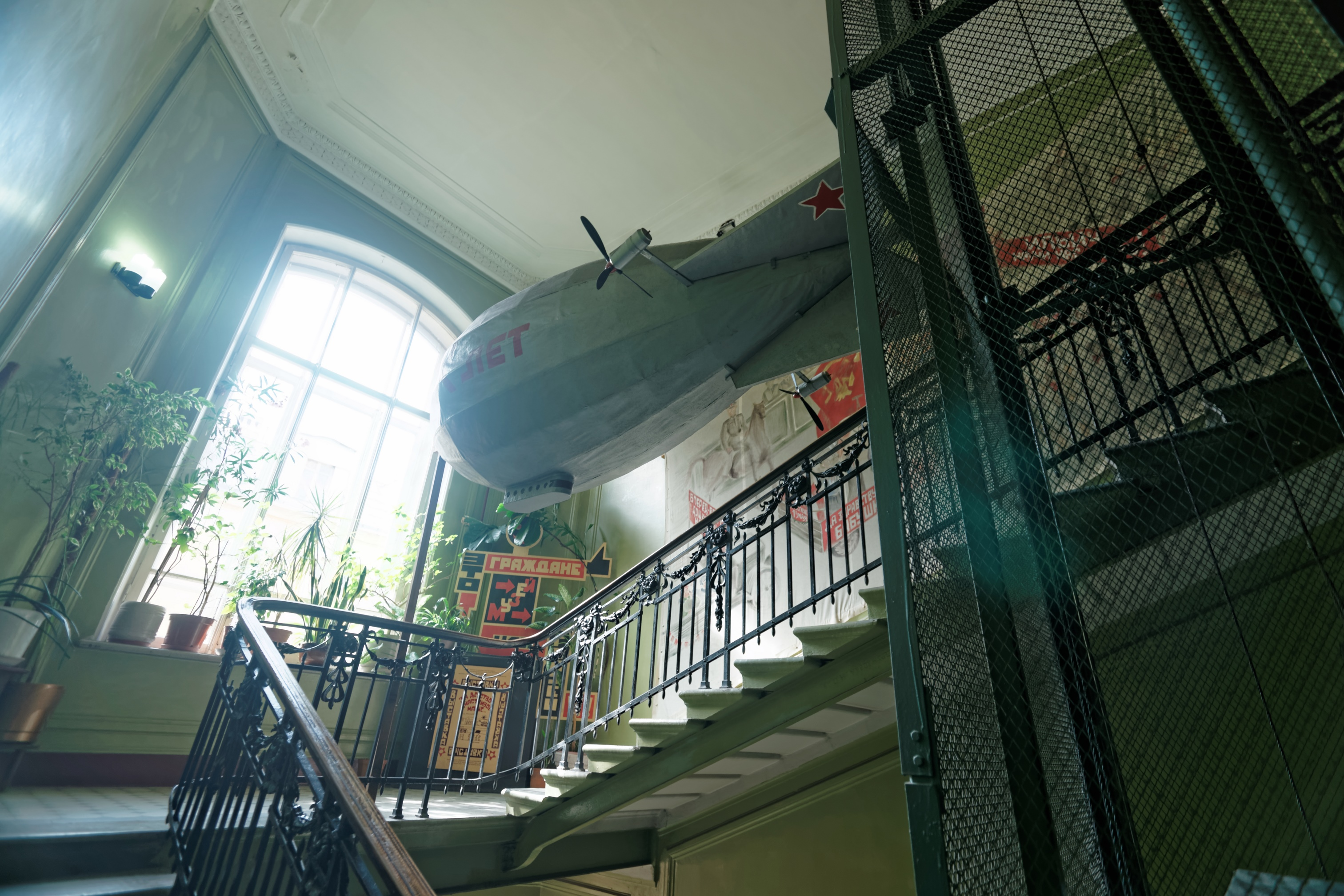
Парадная лестница перед квартирой Кирова, 2015

В декабре 1954-го в Смольном решили разместить в особняке Кшесинской Музей революции (в настоящее время в нём располагается Музей политической истории России). Музею Кирова предоставили помещения в здании «трёх Бенуа», расположенном недалеко от особняка — на Кировском (Каменноостровском) проспекте. Дом 26-28 строился в 1911—1912-м как доходный дом первого Российского страхового общества. Над зданием работали архитекторы Леонтий Николаевич, Юрий Юльевич и Альберт Николаевич Бенуа. После возведения здание стало одним из самых крупных и роскошных домов Петербурга, в нём проживали представители столичной аристократии, высокопоставленные чиновники, коммерсанты, писатели. После октября 1917-го дом был национализирован, квартиры в нём предоставлялись партийно-советским руководителям Петрограда-Ленинграда.
В этом доме с 1926 года по 1 декабря 1934 года Сергей Миронович Киров вместе с женой Марией Львовной Маркус занимали квартиру № 20 на пятом этаже. У них в разное время были гостями Иосиф Сталин, Григорий Орджоникидзе, Валериан Куйбышев, Климент Ворошилов, а Николай Бухарин даже жил некоторое время. Кировская пятикомнатная квартира состояла из кабинета, библиотеки, столовой, спальни, комнаты-мастерской, а также кухни, двух прихожих, ванной, двух клозетов и комнаты домработницы. Музею были переданы все помещения квартиры и территория соседних трех квартир — в них расположены выставочные залы и административные помещения. По данным 2004 года, общая площадь музея составляла 900 м², при этом площадь самой квартиры — 200 м².
Изначально в музее-квартире располагалось три экспозиции. В первой комнате были собраны материалы о детстве и юности Сергея Кострикова, о его революционной деятельности в Сибири и на Северном Кавказе. Вторая комната содержала материалы об участии Кирова в подавлении астраханского контрреволюционного мятежа в 1919 году, а также его работе в Азербайджане в качестве первого секретаря ЦК компартии. В двух других комнатах располагалась экспозиция, которая охватывала ленинградский период жизни Кирова. Ещё четыре комнаты были мемориальными: столовая, кабинет, библиотека и комната отдыха. В 1986 году были воссозданы интерьеры квартиры и кабинета в Смольном. Также одна комната была выделена под материалы о работе ленинградских предприятий, носивших его имя.
В 1931 году в Ленинграде был организован Институт химической физики. У нового учреждения не хватало оборудования. Институтом заинтересовался Киров. Он провёл у нас несколько часов, внимательно осмотрел лабораторию. Вскоре Киров вызвал меня в Смольный и сам предложил конкретный план быстрого развёртывания деятельности института.Академик Николай Семёнов, лауреат Нобелевской премии
С 1991 года музей-квартира Кирова является филиалом Музея истории Петербурга. Руководство музея озвучивало планы трансформировать его в Музей истории городского быта, частью которого должна стать квартира Кирова. В рамках этой концепции разрабатывались выставки «За детство счастливое наше», «Бери, что дают!» и «Весь Каменноостровский проспект в шкатулке».

## Современность

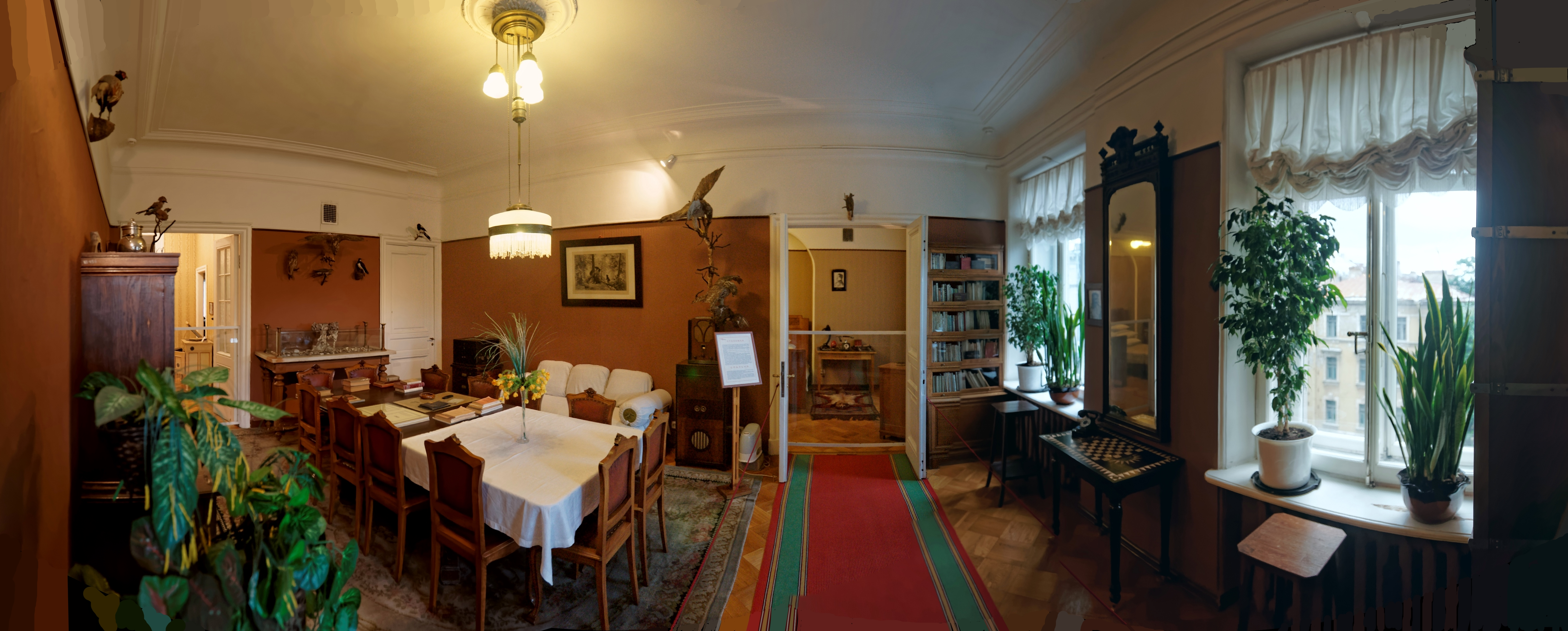
Столовая, 2014

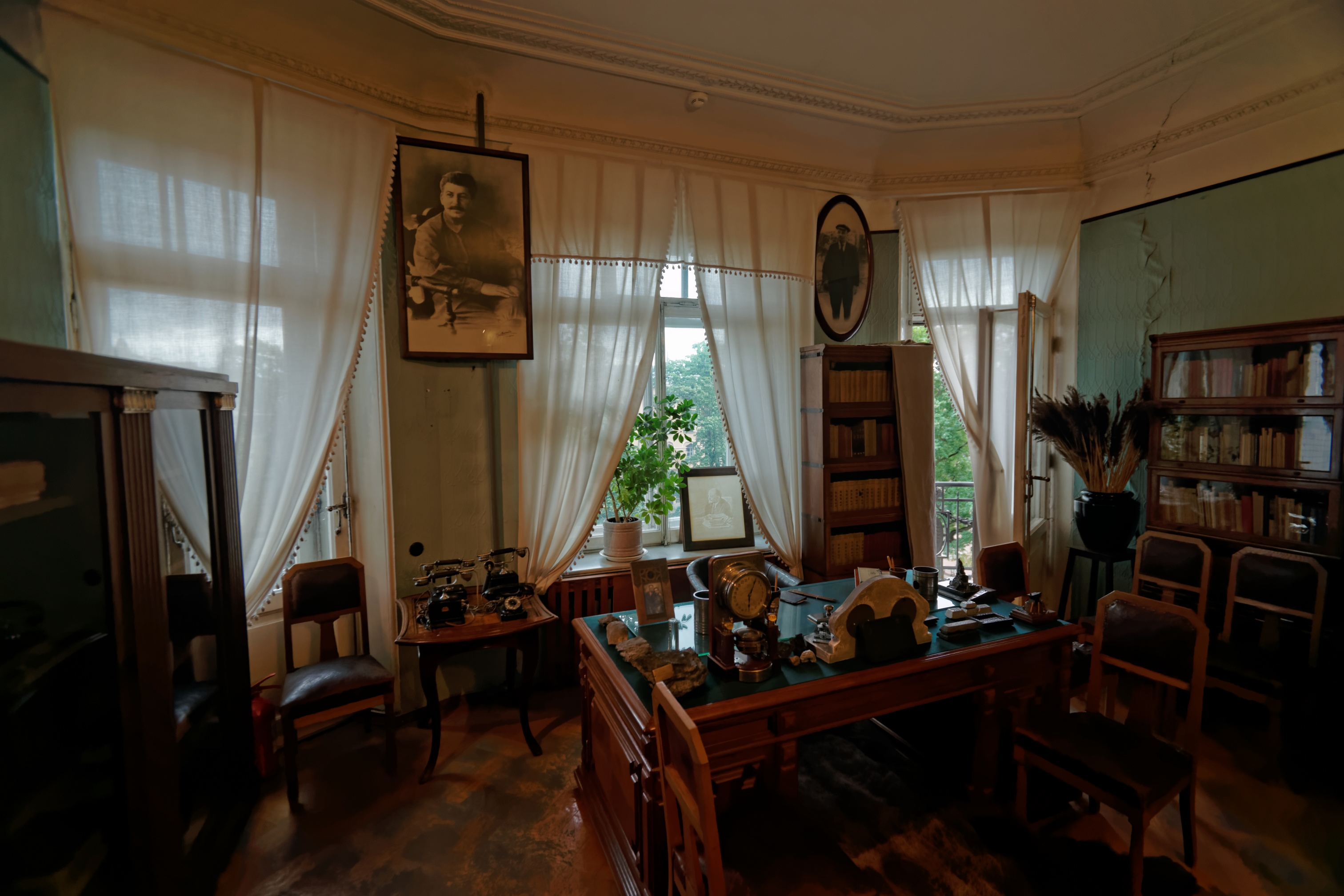
Воссозданный кабинет в Смольном, 2014

### Экспонаты
Большинство экспонатов музея относится к XX веку. Так как квартира была служебной, то обстановка формально Кирову не принадлежала.
По данным Российской музейной энциклопедии 2001 года, фонды музея-квартиры Кирова насчитывают 26 тыс. единиц хранения. Официальный сайт музея предоставляет информацию о 38 765 единицах: личные вещи, предметы обстановки, книги, собрание фотографий и негативов, комплекты журналов и газет, листовки, произведения искусства, связанные с жизнью и деятельностью Сергея Кирова. Среди интересных экспонатов есть, например, телеграмма 1934 года Максиму Горькому: «Шлю сердечный привет. Киров» (Киров дружил с Горьким, они вместе выступали на Балтийском заводе во время спуска лесовоза).
Фонды музея
- 15 974 — мемориальная библиотека
- 9888 — газетный фонд (период 1900—1980-е)
- 4058 — мемориальная коллекция (личные вещи)
- 3445 — фото- и кинофонд (фотографии, негативы, диафильмы, диапозитивы, кинофильмы, рукописи)
- 2840 — документальный фонд (охватывает период 1886—1980-е)
- 1284 — фонд воспоминаний
- 631 — изобразительное искусство (скульптуры, картины и другое)
- 340 — листовки (период 1905—1930-е)[17]

### Интерьеры

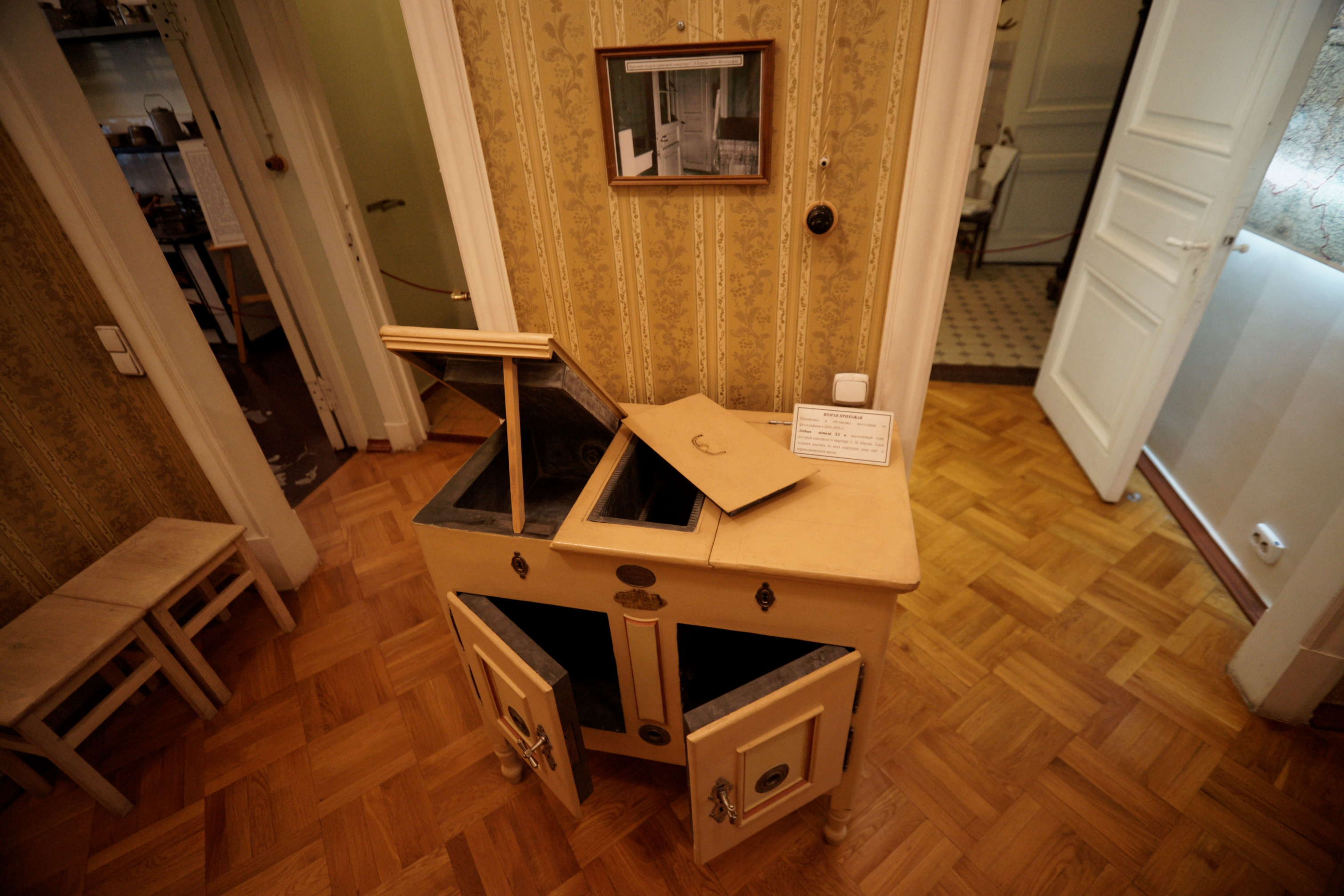
Шкаф-ледник для хранения продуктов, 2014

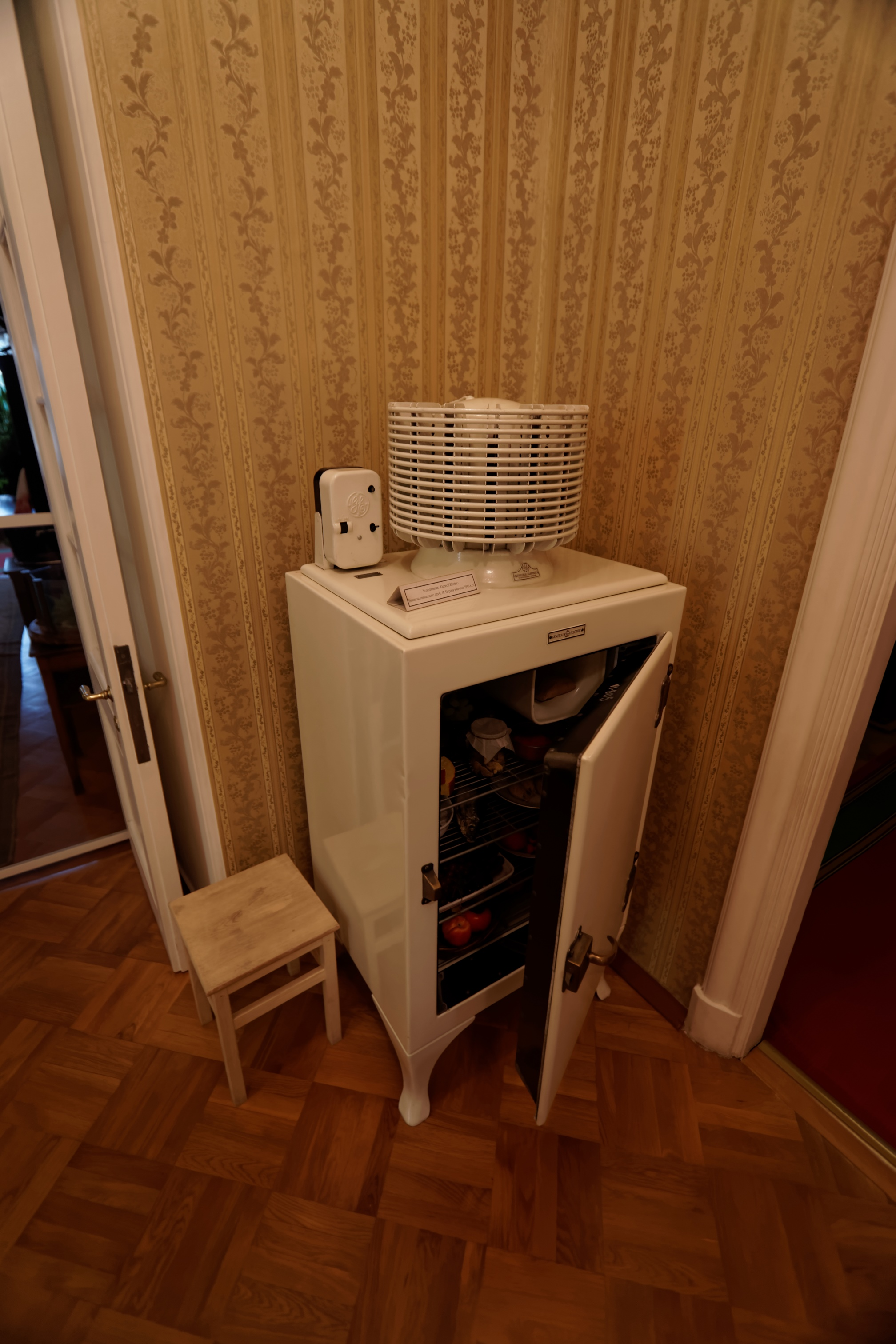
Холодильник General Electric, 2014

Кабинет — самая крупная комната, обставлена в стиле, характерном для партийных вождей сталинского времени. В помещении было много портретов: Ленина, Сталина, Орджоникидзе. В кабинете представлены подарки Кирову от работников заводов и его охотничьи трофеи. Во многих квартирах дома был камин, он располагался в кабинете и был украшен чугунной решёткой с изображением дракона. На мебели, стоящей в помещении, сохранились следы когтей его кота.
Библиотека Кирова при его жизни насчитывала 200 тыс. экземпляров, была им систематизирована и включала художественную литературу и издания по отраслям знаний. Киров выписывал литературу, запрещённую советской цензурой, и мемуары представителей советской эмиграции.
Столовая при жизни Кирова не была важной комнатой, потому что он был неприхотлив в еде. Половину обеденного стола занимала рабочая зона — там был написан последний доклад от 1 декабря 1934 года. В этой же комнате стоял радиоприёмник, радиола, электропатефон и более 100 грампластинок. Киров особенно любил классическую музыку — Чайковского, Бетховена, Мусоргского. Также в столовой находился большой аквариум с зеркальными карпами и маленький с золотыми рыбками — подарки от рыболовецких колхозов. Эти аквариумы были подключены к водопроводу напрямую.
Восстановленные по сохранившейся фотографии интерьеры спальни были открыты посетителям в начале 2000-х. Мебель в комнате фабрики Фёдора Фёдоровича Мельцера (поставщика императорского дворца) в стиле модерн была привезена в квартиру в сентябре 1934 года. К кроватям Кирова и его жены приставлен канцелярский стол фабрики «Древтрест» с настольной лампой «гусь» и телефоном.
В комнате отдыха, которая служила также мастерской, представлены столярные и слесарные инструменты, охотничьи принадлежности: патронташ, ягдташ, рюкзак и другое (ружья хранятся в фондах музея). В настоящее время в музее хранится только два ружья, потому что в 1950-х годах руководство Музея обороны Ленинграда, в котором находилось порядка 18 стволов Кирова, передали в КГБ непросверленное оружие. По некоторым воспоминаниям, именно в этой комнате останавливался друг Кирова — Григорий Орджоникидзе.
Наиболее интересные экспонаты второй прихожей — шкаф-ледник и электрический холодильник General Electric. Ледники стояли во всех квартирах этого дома, для хранения продуктов они наполнялись льдом. Холодильник появился в квартире Кирова в 1930-х.
В ванной комнате предусматривалось горячее и холодное водоснабжение. Деревянная колонка с чугунной топкой появилась в квартире во времена топливного кризиса в начале 1920-х, но в здании было предусмотрено центральное отопление.
На кухне сохранилась подлинная плита, навесные металлические полки и две раковины: медная и чугунная, покрытая белой эмалью.
Комната для домработницы — последняя комната, которая относится непосредственно к бывшим площадям Кировской квартиры. Фотографий этой комнаты не сохранилось, поэтому сотрудники не смогли восстановить подлинную обстановку.

Современные комнаты музея-квартиры (2014)
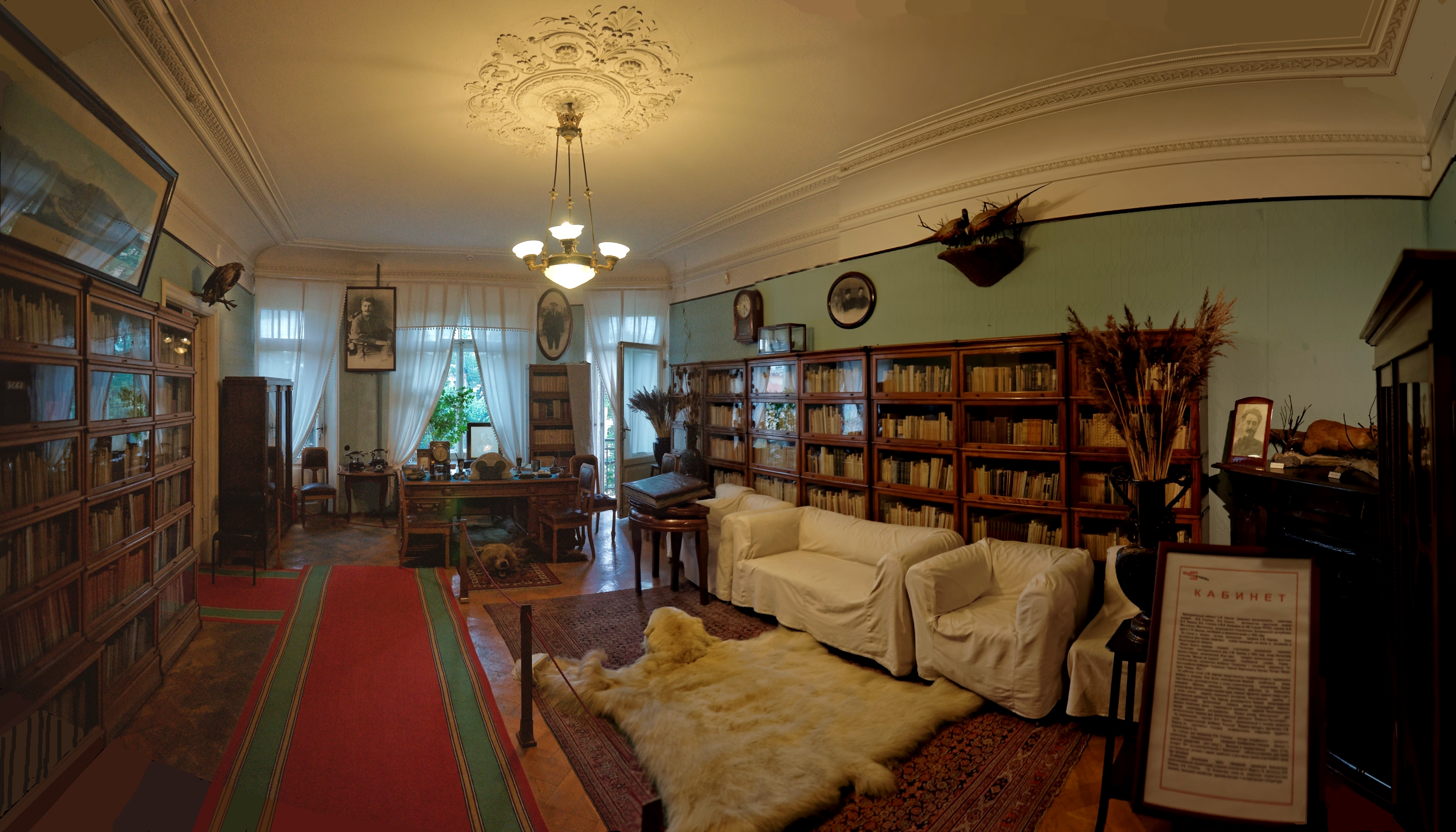
Кабинет
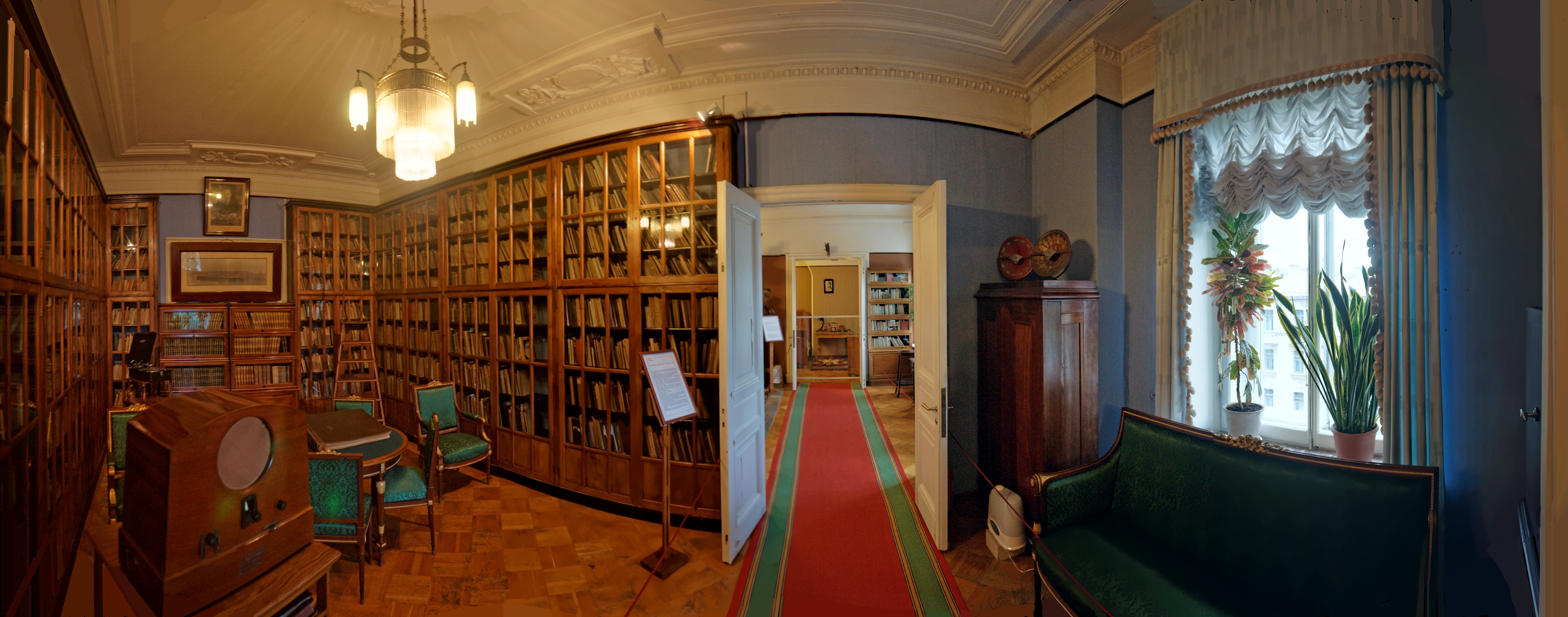
Библиотека
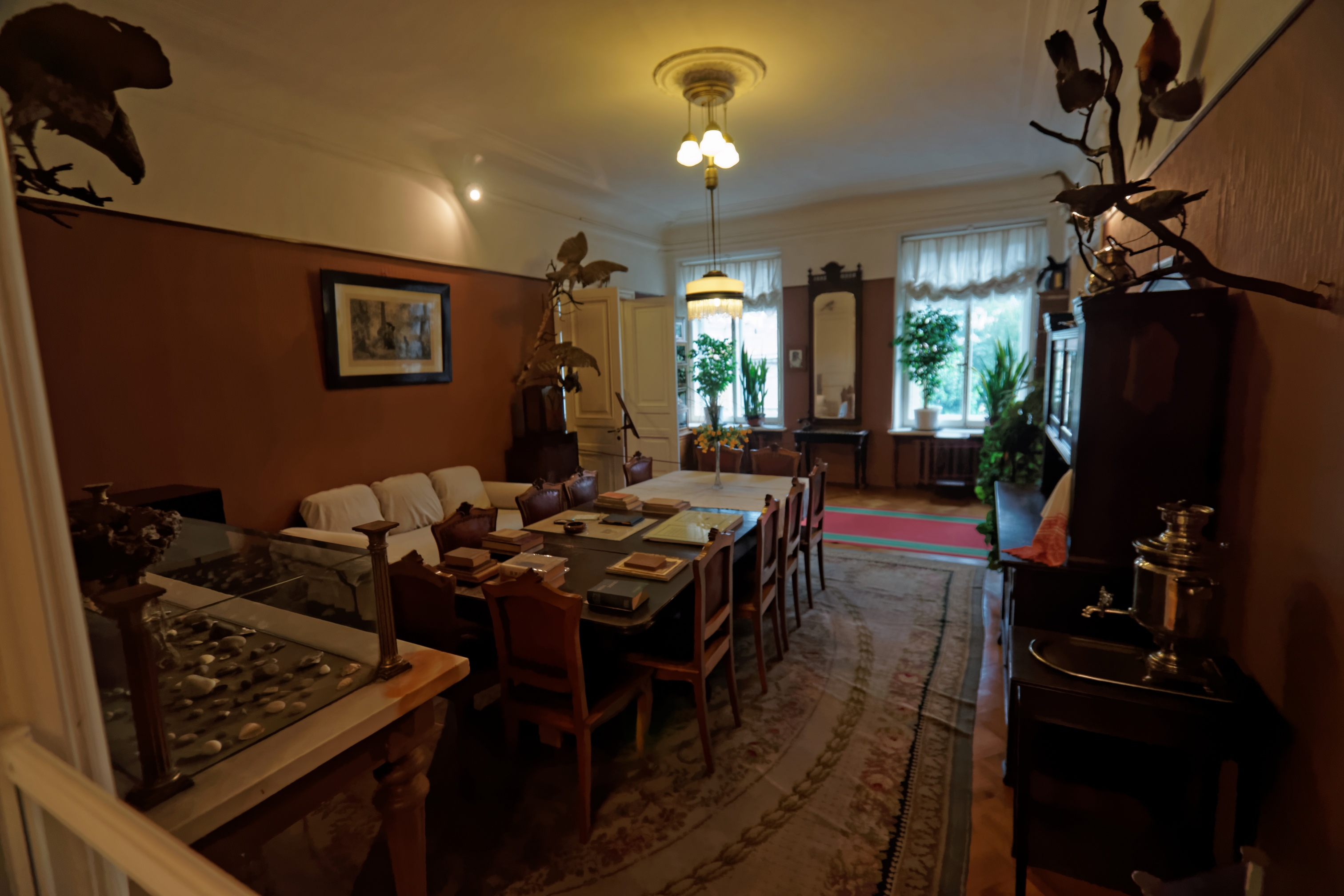
Столовая
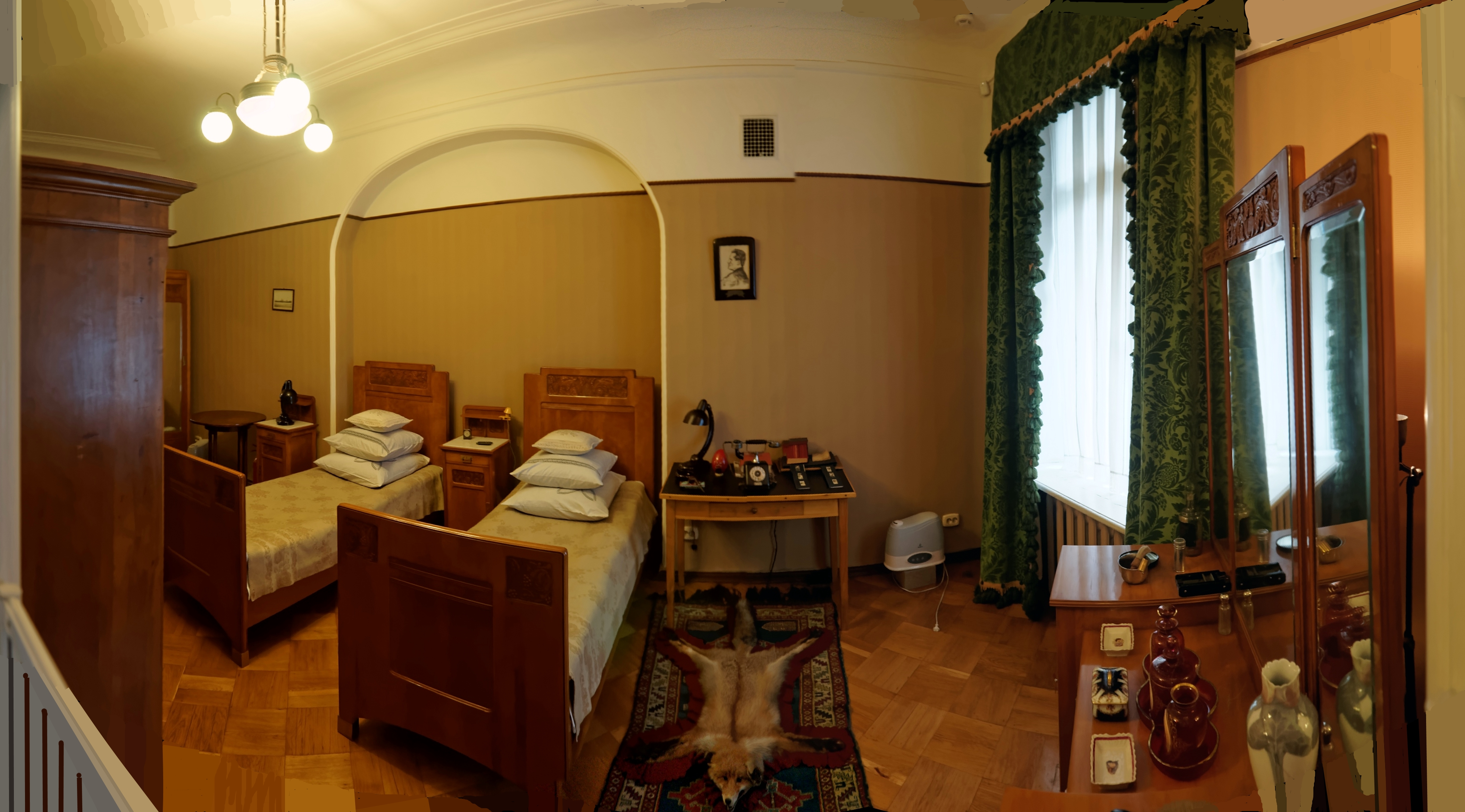
Спальня
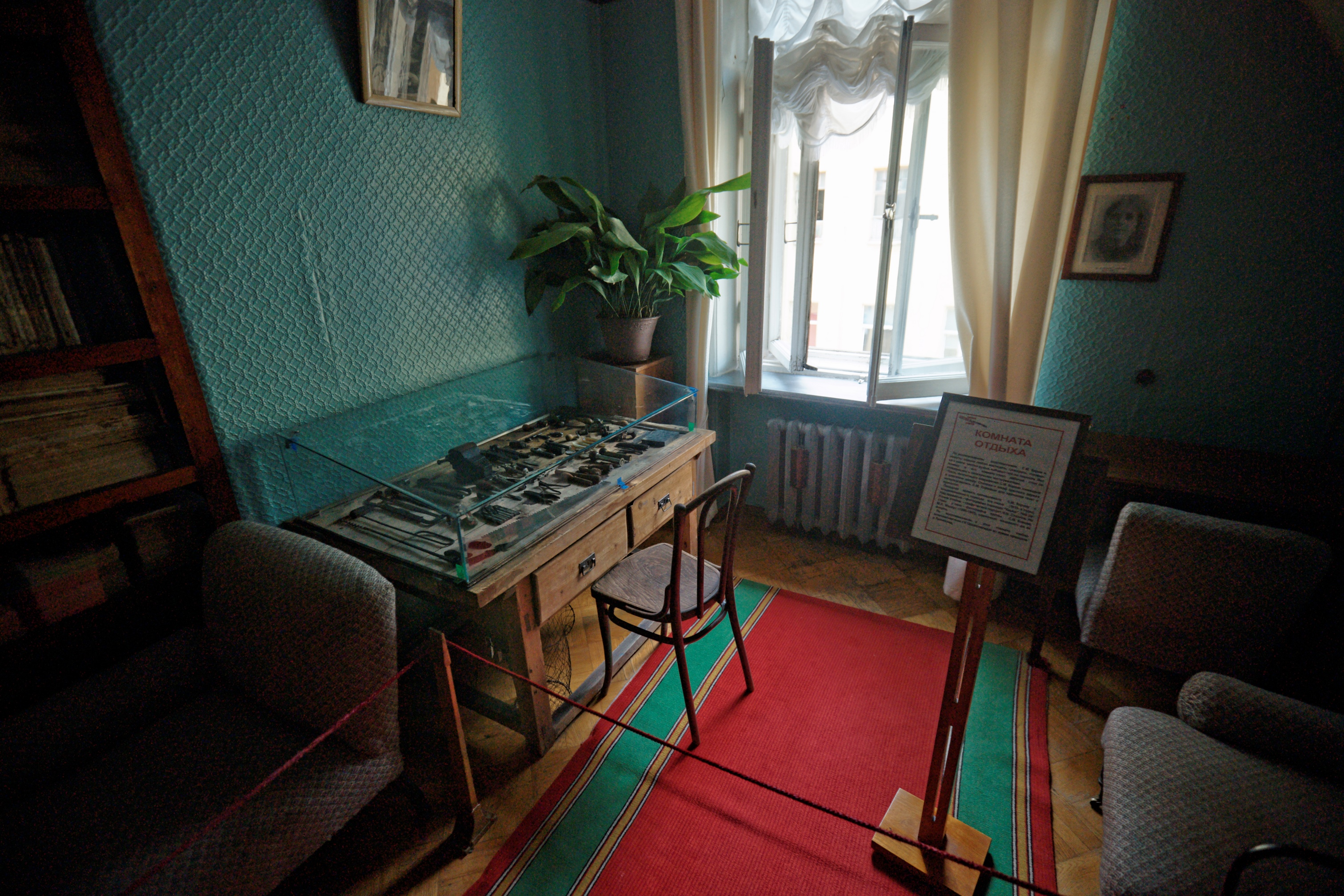
Комната отдыха
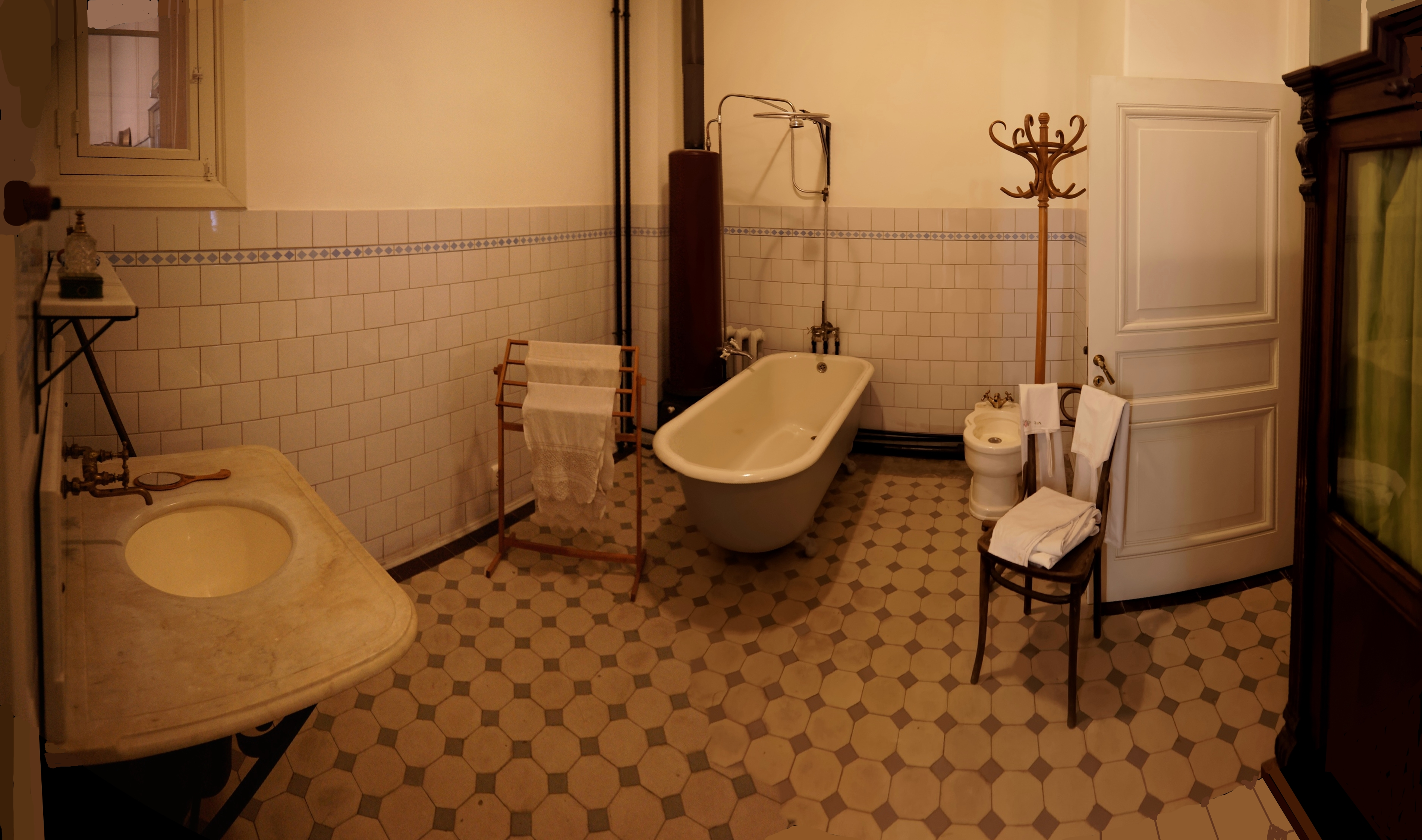
Ванная комната
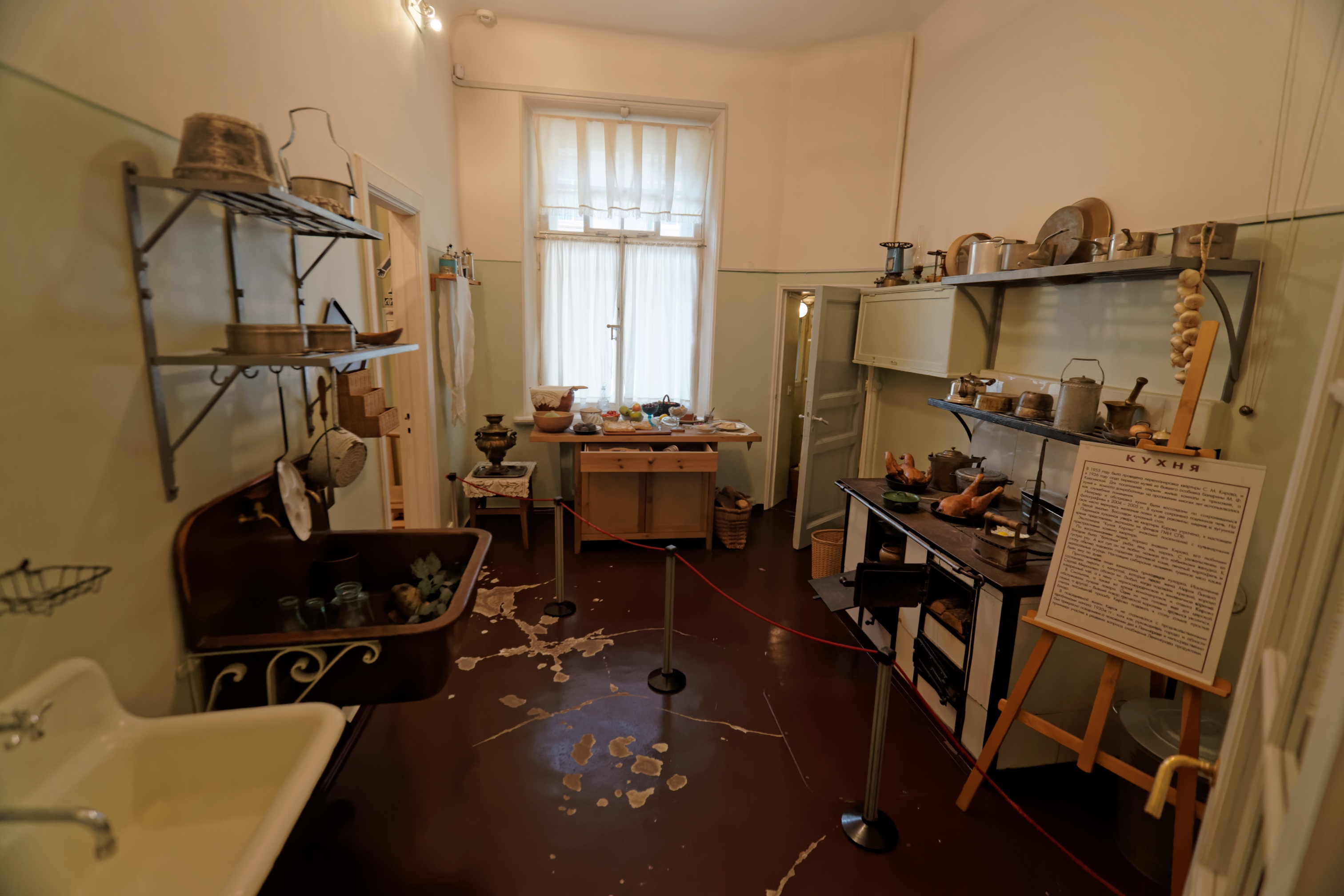
Кухня

## Деятельность

### Выставки
Музей организует экскурсии и образовательные программы, рассчитанные на посетителей от 5 лет, а также регулярно участвует в Ночи музеев. Также в музее устраиваются показы кинохроник пятилеток, первых советских фильмов и мультфильмов и проводятся мастер-классы «Я это вижу!», направленные на развитие у детей абстрактного и образного мышления и навыков конструирования по книжкам-самоделкам 1920—1930-х годов.
- Экскурсионная программа «Мемориальная квартира С. М. Кирова»[26].
- Ознакомительная программа о доме «трёх Бенуа» и его бывших жителях — «Тайна старого дома»[7][27].
- Выставка «За детство счастливое наше», посвященная повседневному быту детей 1920—1930-х годов[20][25].
- Интерактивная выставка «Бери, что дают!» о карточной системе 1920—1930-х годов[28].
- Экспозиция «Весь Каменностровский проспект в шкатулке»[23][29][30].
- Временная выставка «Великий гражданин: прямая речь», приуроченная к 130-летию со дня рождения Кирова[31].
- Выставка «Совершенно переделать человека» в рамках программы «Вдохновение в красных тонах. К 100-летию Октябрьской революции», открылась в сентябре 2017-го[32][33][34].
- Временные выставки «Улица Кирова» и «Тоннель», открытые в сентябре 2017-го в рамках фестиваля «Современное искусство в традиционном музее»[35].
- Компьютерные и настольные игры «За детство счастливое наше…» и «Весь Каменноостровский проспект до 1917 года»[23], игра о появлении электричества[36].

Экспозиции музея
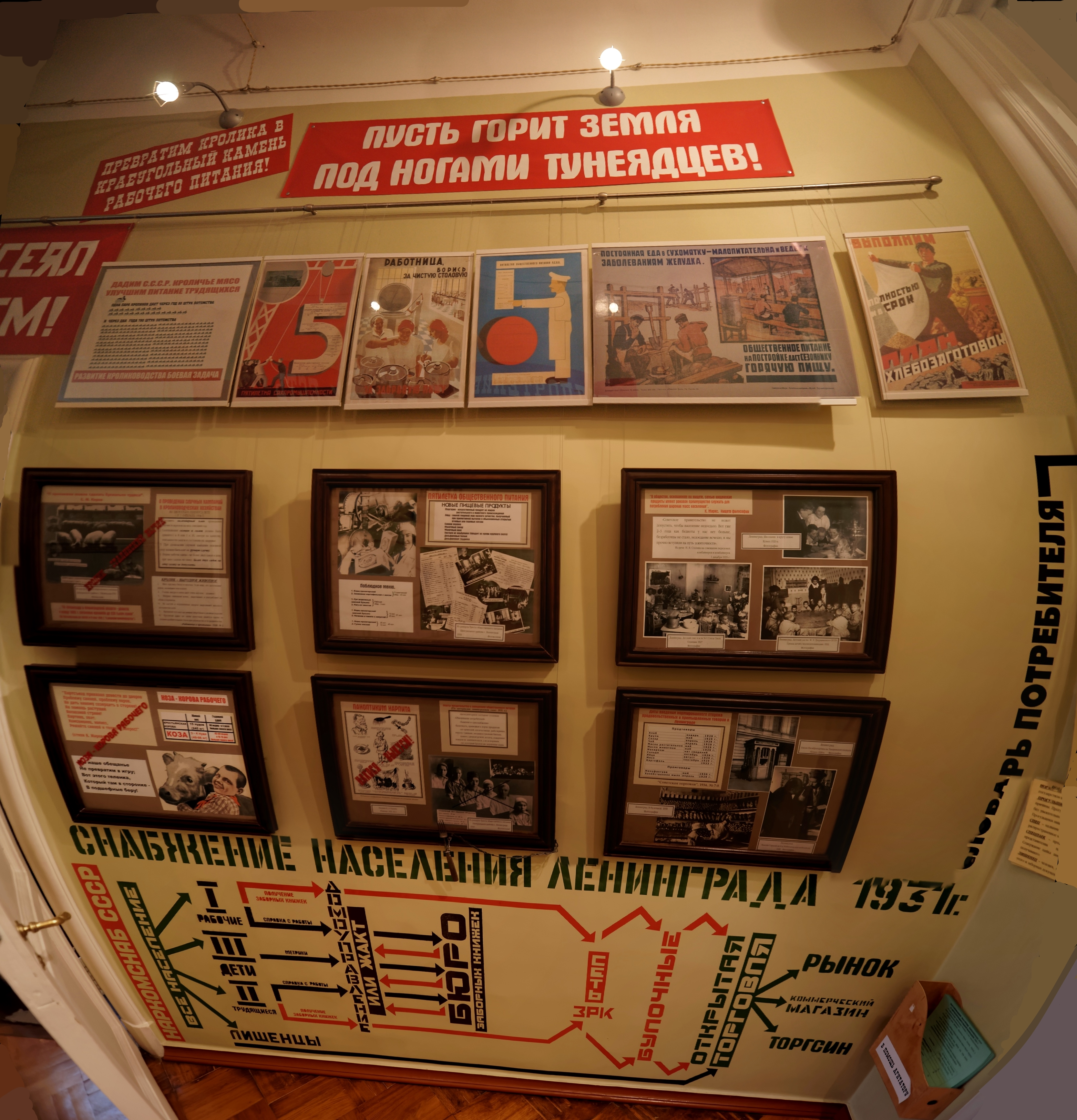
«Бери, что дают!»
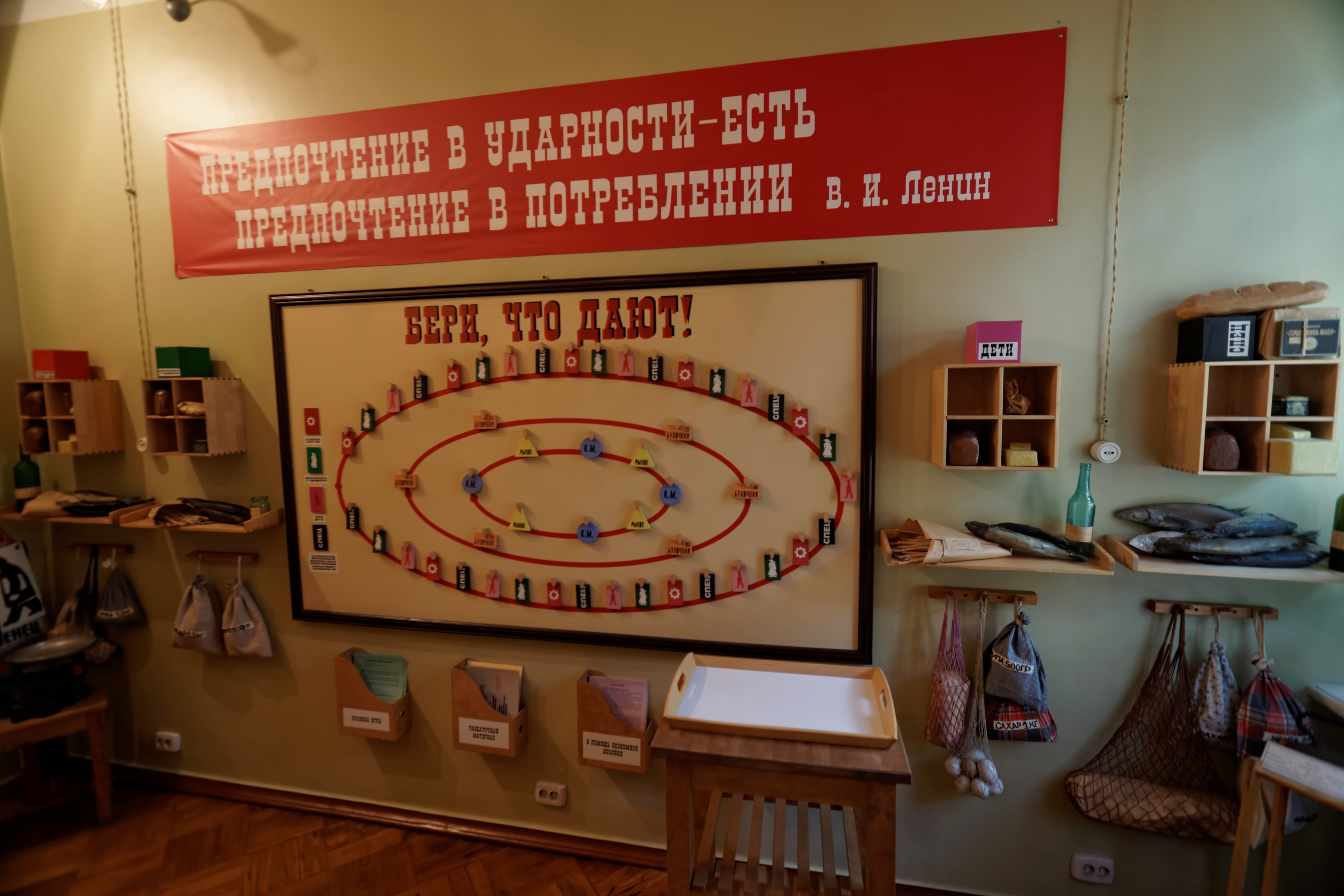
«Бери, что дают!»
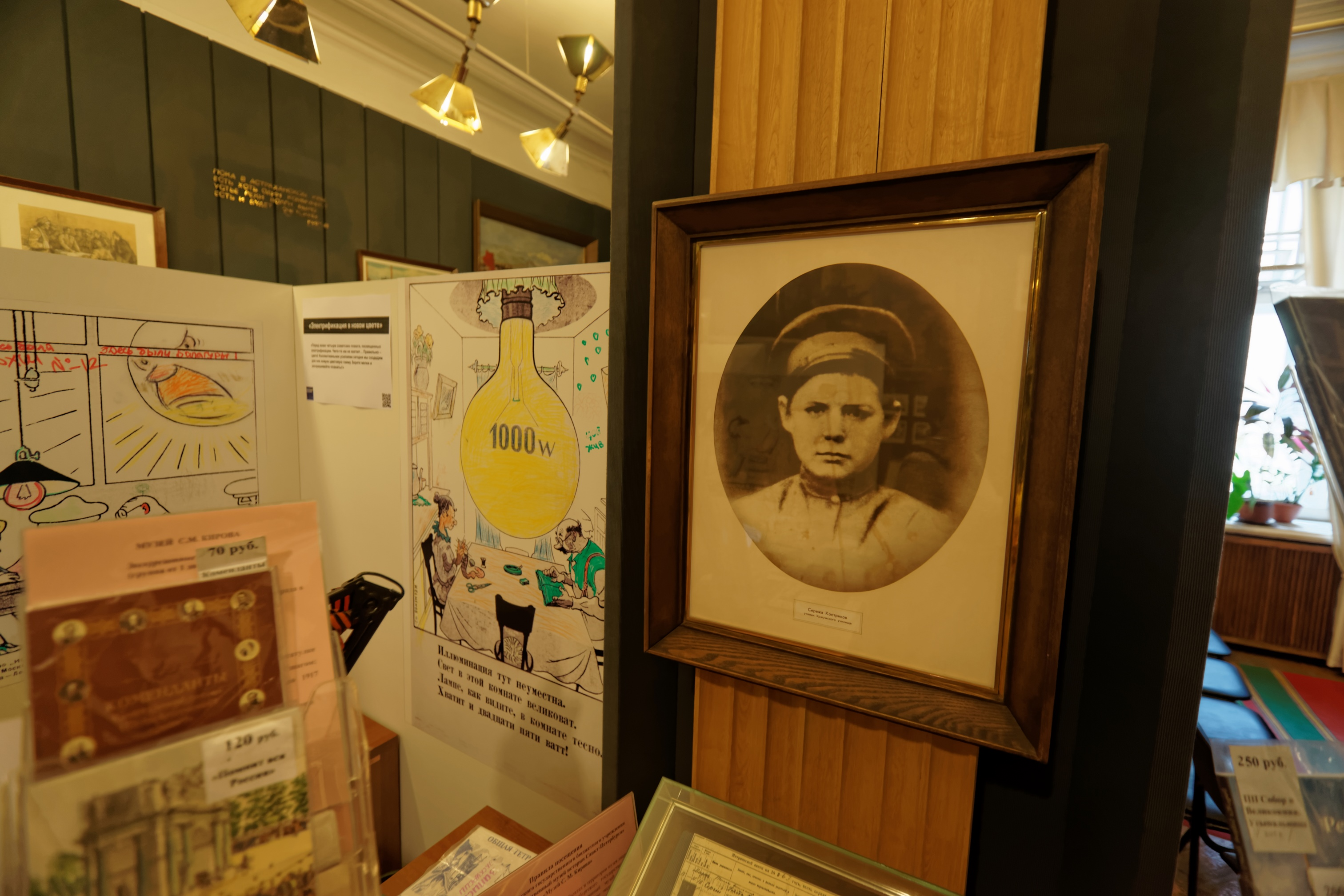
Стенд об электрификации
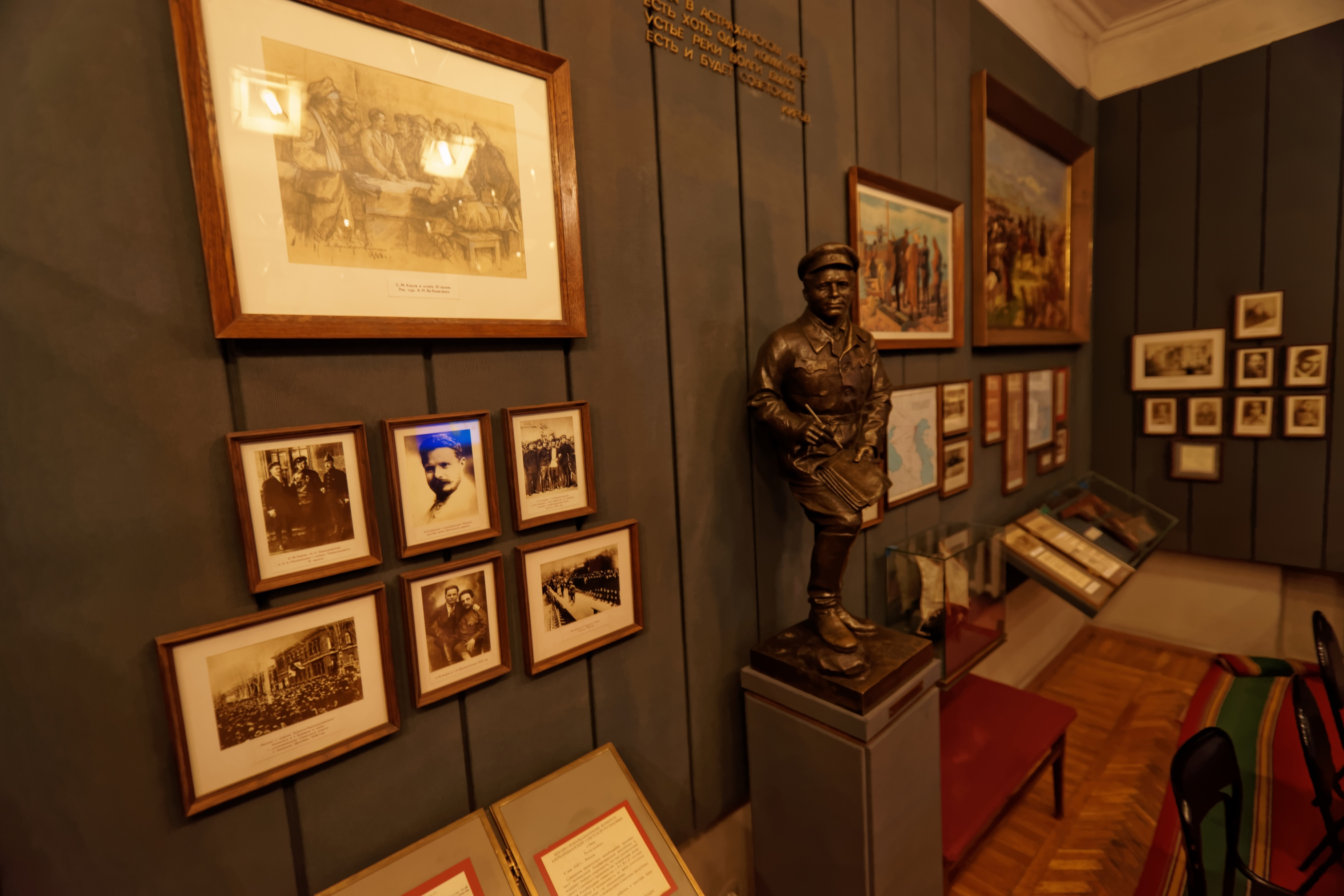
Архивные документы

### Исследования
Заведующая музеем Татьяна Анатольевна Сухарникова как исследователь жизни Кирова была допущена в Центральный архив ФСБ на Лубянке к документам его убийцы — Леонида Николаева. 1 декабря 2009 года Татьяна Сухарникова представила своё исследование: по изученным документам можно сделать вывод, что убийство было совершено не по приказу Сталина. Однако, убийство Кирова нельзя назвать до конца раскрытым.

## Другие музеи Кирова

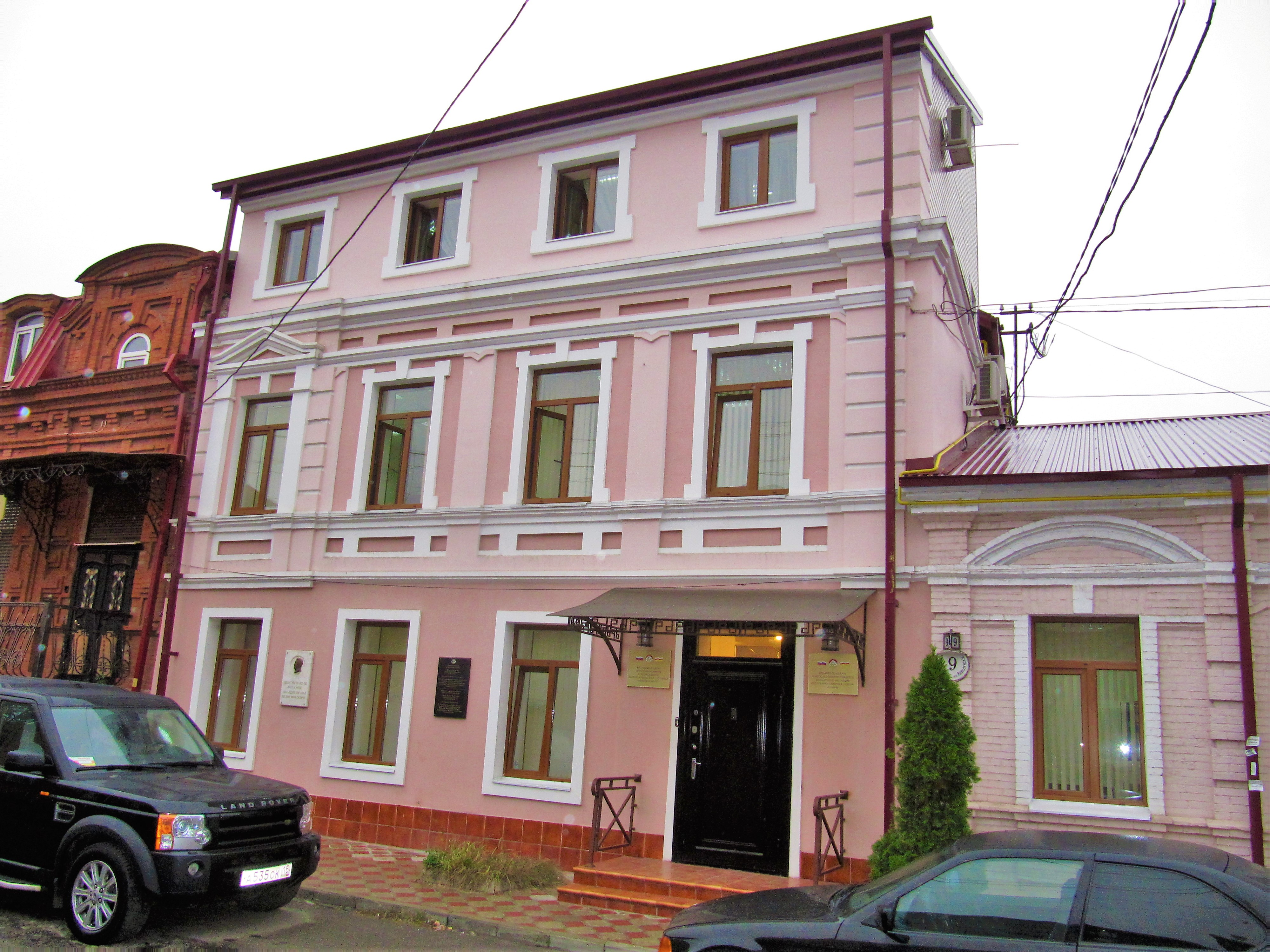
Дом № 9 на улице Вахтангова во Владикавказе, в котором жил Киров в 1912—1921 годах, 2014

В советское время в честь Сергея Кирова было открыто несколько мемориальных музеев:
- В 1930-е годы в городе Уржуме Кировской области был открыт мемориальный историко-революционный музей Кирова[39][40].
- В Кировске в доме 9 на Советской улице расположен историко-краеведческий музей с мемориалом Сергея Кирова и выставочным залом. Музей был открыт 1 мая 1935 года, в 1993 году сменил статус на «Кировский историко-краеевдческий музей с мемориалом С. М. Кирова и выставочным залом». Главный экспонат музея — домик геологов, где в 1930 году под председательством Кирова прошло совещание, решившее судьбу Хибинского края[41]. На траурном митинге после убийства Кирова жители Хибиногорска приняли решение переименовать город в Кировск, а также назвать его именем первый рудник[42].
- В Новосибирске до 2017 года действовал музей «С. М. Киров в Сибири» — филиал Новосибирского областного краеведческого музея, основанного в 1920 году[43].
- В 1939 году в городе Орджоникидзе (Владикавказ) в доме № 9 в переулке Вахтангова (ныне улица Вахтангова) была открыта мемориальная музей-квартира Кирова — он жил в этом доме в 1912—1921 годах[44][45], сейчас в здании находится комитет по охране и использованию объектов культурного наследия Республики Северной Осетии.
- Второй владикавказский историко-мемориальный музей имени Кирова и Орджоникидзе был основан в 1940 году и находился на первом этаже здания, в котором с 1902 года размещалась типография газеты «Терек». С 1979 года музей входил в состав Северо-Осетинского объединённого музея, в 1990-м работал как музей современной истории и культуры Северной Осетии на основе музея Кирова и Орджоникидзе, в 1994 году он стал музеем города Владикавказа, филиалом Северо-Осетинского объединённого музея истории, архитектуры и литературы[46].